# HTV-X货运飞船
新型空间站補給機（日语：新型宇宙ステーション補給機），又称“HTV-X货运飞船”，是日本宇宙航空研究开发机构（JAXA）正在设计和研发中的一型无人货运飞船。计划将用于取代其前身“HTV货运飞船”，向国际空间站定期补给必要的维持物资以及器材。
HTV-X1计划从2022年开始负责国际空间站的补给任务，以取代现有的HTV货运飞船，但由于H3运载火箭的研发进展不顺利被整体的延后了，根据2023年公布的基本空间计划时间表，HTV-X1计划在2025财政年度发射。另外时间表还设想HTV-X1将用于补给以外的任务。

## 概要
它与之前的HTV一样由种子岛航天中心发射，不同的是HTV-X由H3運載火箭搭载发射，向在高度约400公里上的国际空间站运送粮食、衣服、各种实验装置等补给物资。以往的HTV在补给完成就与ISS脱离，随后在几天内受控坠入大气层被烧毁，而HTV-X在ISS脱离后对接后还能在一定时间停留在轨道独立运行（约停留1.5年），运行期间还可以进行其他的任务。
在机械方面，传统的电力/推进模块将被集成为“服务模块”，推进器也将整合到服务模块中。 在原先HTV上的使用的主发动机将被取消，飞船将仅靠24个120 N姿态控制推进器进行飞行。
HTV-XG用於月球門戶貨運，由重型H3运载火箭发射，或經由2發H3-24火箭才能完成發射任務，其中1發H3-24W將飛船發射至近地軌道，另1發H3-24S發射上面級與HTV-XG在近地軌道對接，再將HTV-XG送入地月轉移軌道。